# William Kruppinger
William Kruppinger (fl. XX secolo) è stato un ginnasta e multiplista statunitense.

## Carriera
Kruppinger partecipò ai Giochi olimpici di Saint Louis 1904 nelle gare di triathlon e ginnastica. Giunse centoundicesimo nel concorso generale individuale, novantacinquesimo nel triathlon e centododicesimo nel concorso a tre eventi.